# Condado de Santa Eufemia
El condado de Santa Eufemia es un título nobiliario español creado por el rey Felipe IV en 13 de marzo de 1662 a favor de Diego Messía Carrillo y Portocarrero, VI marqués de La Guardia y caballero de la Orden de Santiago.  Su nombre se refiere al municipio andaluz de Santa Eufemia, en la provincia de Córdoba.

## Condes de Santa Eufemia
| #    | Titular                                                             | Periodo             |
| ---- | ------------------------------------------------------------------- | ------------------- |
| I    | Diego Messía Carrillo y Portocarrero                                | 1662-1702           |
| II   | Luisa (o Lucía) Messía Carrillo y Portocarrero                      | 1702-1721           |
| III  | Francisca de Paula Centurión de Córdoba Mendoza Carrillo y Albornoz | 1721-1722           |
| IV   | Joaquín Felipe Antonio Ximénez de Palafox y Centurión de Córdoba    | 1722-1775           |
| V    | Fausto Francisco Palafox Pérez de Guzmán el Bueno                   | 1775-1788           |
| VI   | Vicente María de Palafox Centurión y Silva                          | 1788-               |
| VII  | Juan de Palafox Belvís de Moncada                                   | ¿?                  |
| VIII | Luis de Palafox y Belvís de Moncada                                 | ¿?                  |
| IX   | María Elena de Palafox y Silva de Híjar                             | ¿?                  |
| X    | José Idiáquez y Palafox                                             | 1823                |
| XI   | Andrés Avelino de Arteaga Lazcano y Palafox                         | 1823-1864           |
| XII  | Andrés Avelino María de Arteaga Lazcano y Silva                     | 1865-1910           |
| XIII | Joaquín de Arteaga y Echagüe                                        | 1910-1947           |
| XIV  | Íñigo de Loyola de Arteaga y Falguera                               | 1947-1966           |
| XV   | Jaime de Arteaga y Martín                                           | 1966-2005           |
| XVI  | Jaime de Arteaga y Maestre                                          | 2005-actual titular |

## Historia de los condes de Santa Eufemia
- Diego Messía Carrillo y Portocarrero (m. 17 de marzo de 1702), I conde de Santa Eufemia,[2] VI marqués de La Guardia[3]  y caballero de la Orden de Santiago.[3]

Casó en Madrid (Santa Cruz) el 13 de abril de 1675 con Ana Victoria de Borja Centelles y Ponce de León.  Sin descendencia, le sucedió su hermana:
- Luisa Messía Carrillo y Portocarrero (n. Madrid, 19 de enero de 1641),[6] II condesa de Santa Eufemia[5] y VII marquesa de La Guardia.[5]

Casó en primeras nupcias, en 1668, con Cecilio Francisco Centurión y Centurión (m. 1688), almirante de Aragón, IV marqués de Estepa y IV marqués de Armunia, hijo de Adán Centurión y María Leonor Fernández de Córdoba. En segundas nupcias, casó en 1695 con Juan de Baeza Manrique de Luna, marqués de Castro Monte.  Le sucedió su hija del primer matrimonio:
- Francisca de Paula Centurión de Córdoba Mendoza Carrillo y Albornoz   (Madrid, 13 de abril de 1670[6]-10 de noviembre de 1722),[7] III condesa de Santa Eufemia,[8] VIII marquesa de La Guardia, V marquesa de Armunia, señora de Carrillo, Albornoz y Torrala.[8]

Casó en primeras nupcias en 1689, en Madrid, con Salvador Francisco Fernández de Castro y Borja y en segundas el 4 de septiembre de 1695, en Madrid, con Juan Antonio Rebolledo de Palafox y Zúñiga (1674-1725). V marqués de Ariza, grande de España, VIII marqués de Guadalest, señor de las baronías de Caspe, Benisá, Cotes, Aldea de Valencia, Sueca, Calmarza y Teulada, almirante de Aragón y caballero de la Orden de Santiago. Le sucedió su hijo:
- Joaquín Felipe Antonio Ximénez de Palafox y Centurión de Córdoba (20 de febrero de 1702-11 de agosto de 1775),[10][6] IV conde de Santa Eufemia,[9]  IX marqués de La Guardia,[9] VI marqués de Ariza,[7] IX marqués de Guadalest, VI marqués de Armunia, V conde de la Monclova, grande de España de primera clase, señor de las baronías de Caspe, Benisá, Cotes, Aldea de Valencia, Sueca, Calmarza y Teulada, almirante de Aragón, caballero del Toisón de Oro, gran cruz de Carlos III, gentilhombre de cámara con ejercicio y servidumbre y caballerizo mayor de la reina.[9]

Casó en primeras nupcias el 8 de julio de 1722 con Rosa Pérez de Guzmán el Bueno y Silva (1704-1731), hija de Manuel Alonso Pérez de Guzmán el Bueno, XII duque de Medina Sidonia, y Luisa María de Silva y Mendoza. Contrajo un segundo matrimonio, el 1 de abril de 1737, con María Ana Carlota de Croy de Havré y Lanti de la Róvere.  Le sucedió el único hijo del primer matrimonio:
- Fausto Francisco Palafox Pérez de Guzmán el Bueno (12 de octubre de 1731[12]-5 de abril de 1788),[13] V conde de Santa Eufemia,[14] X marqués de La Guardia,[14] VII marqués de Ariza,[10] IX marqués de Estepa, VI conde de la Monclova, X marqués de Guadalest, VII marqués de Armunia, grande de España de primera clase, caballero de Orden de Carlos III (1777), caballero del Toisón de Oro, almirante de Aragón, señor de las baronías de Caspe, Benisá, Cotes, Aldea de Valencia, Sueca, Calmarza y Teulada, gentilhombre de cámara del rey, caballerizo mayor de la princesa de Asturias[14] y alcalde mayor de los hijosdalgos de Castilla.[12]

Casó en primeras nupcias el 12 de junio de 1751 con María Loreto Teresa de Silva y Sarmiento Dávila y, en segundas nupcias, en 1774 con María Joaquina Fernández de Liñan de Heredia y Zapata de Calatayud, VI marquesa de Bárboles. Le sucedió su hijo de su primer matrimonio:

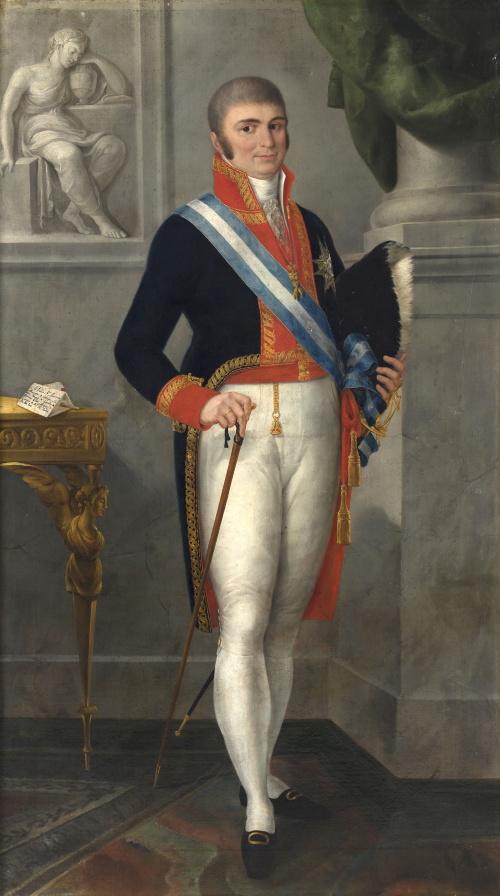
Retrato de Vicente María de Palafox, VI conde de Santa Eufemia (1796), pintado por Agustín Esteve.

- Vicente María de Palafox Centurión y Silva (Madrid, 14 de febrero de 1756-9 de julio de 1820), VI conde de Santa Eufemia,[14] XI marqués de La Guardia,[14] VIII marqués de Ariza,[10] X marqués de Estepa, VII conde de la Monclova, XI marqués de Guadalest, VIII marqués de Armunia, almirante de Aragón, señor de las baronías de Caspe, Benisá, Cortes, Aldea de Valencia, Sueca, Calmarza y Teuladas, sumillers de corps del rey, caballero del Toisón de Oro y de Carlos III.[14]

Casó en primeras nupcias el 10 de enero de 1778, con María de la Concepción Belvís de Moncada y Pizarro, con descendencia. Contrajo un segundo matrimonio el 14 de septiembre de 1803 con su prima carnal, María Teresa de Silva Fernández de Híjar y Palafox. Le sucedió su hijo del primer matrimonio:
- Juan de Palafox y Belvís de Moncada, (16 de junio de 1784-11 de diciembre de 1785), VII conde de Santa Eufemia.[14]  Le sucedió su hermano:

- Luis de Palafox y Belvís de Moncada, (12 de enero de 1797-infancia), VIII conde de Santa Eufemia.[14] Le sucedió su media hermana, hija del segundo matrimonio de su padre:[14]

- María Elena de Palafox y Silva de Híjar (m. 27 de octubre de 1837),[10] IX condesa de Santa Eufemia, XII marquesa de La Guardia',[14] IX marquesa de Ariza,[10] X marquesa de Estepa, VIII condesa de la Monclova y XII marquesa de Guadalest, IX marquesa de Armunia.[14]

Casó el 14 de febrero de 1820 con José Agustín de Idiáquez y Carvajal.  Le sucedió, por cesión su hijo:
- José Idiáquez y Palafox (6 de febrero de 1823-1823), X conde de Santa Eufemia.[16] Le sucedió su pariente:

- Andrés Avelino de Arteaga Lazcano y Palafox (baut. 10 de noviembre de 1780-5 de noviembre de 1864), XI conde de Santa Eufemia,[17] XIII marqués de La Guardia,[17] V marqués de Valmediano), II conde de Corres, X marqués de Armunia, X marqués de Ariza,[10]  XI marquesado de Estepa, IX conde de la Monclova, XIII marqués de Guadalest, XI conde de Santa Eufemia, XII señor de la Casa de Lazcano, almirante de Aragón, coronel de caballería, caballero de la Orden de Carlos III, prócer del reino, senador por derecho propio y caballerizo mayor honorario de la reina Isabel II.[17] Era hijo de Ignacio Ciro de Arteaga-Lazcano e Idiáquez (1748-1817), IV marqués de Valmediano, señor de la Casa de Lazcano, I conde de Corres (1773), etc. y de su esposa María Ana de Palafox y Silva.[17]

Casó el 3 de febrero de 1804, con María Joaquina Josefa de Carvajal-Vargas y Manrique de Lara (Lima, 1775-1804). Le sucedió su nieto, hijo de Andrés Avelino Arteaga-Lazcano y Carvajal-Vargas, VI marqués de Valmediano, y de su esposa María Fernanda Manuela de Silva-Bazán y Téllez Girón.
- Andrés Avelino María de Arteaga Lazcano y Silva (Madrid, 12 de julio de 1833-ibid., 15 de junio de 1910), XII conde de Santa Eufemia,[19] XIV marqués de Cea,[19] XVI duque del Infantado,[20] XXIV conde de Saldaña, XVII marqués de Santillana, XVII conde del Real de Manzanares, XIV conde de Ampudia, XII marqués de Almenara, IV conde de Corres, VII marqués de Valmediano, XI marqués de Ariza, XII marqués de Estepa,[21] XI marqués de Armunia]], XIV marqués de la Guardia, X señor de la Casa de Lazcano, XXI almirante de Aragón, general de brigada, caballero y XIII de la Orden de Santiago, senador por derecho propio y gentilhombre de cámara.[19] Era hijo de Andrés Avelino Arteaga-Lazcano y Carvajal-Vargas, VI marqués de Valmediano, y de su esposa María Fernanda Manuela de Silva-Bazán y Téllez Girón.[22]

Se casó el 27 de diciembre de 1866 con María de Belén Echagüe y Méndez Vigo. Le sucedió su hijo:

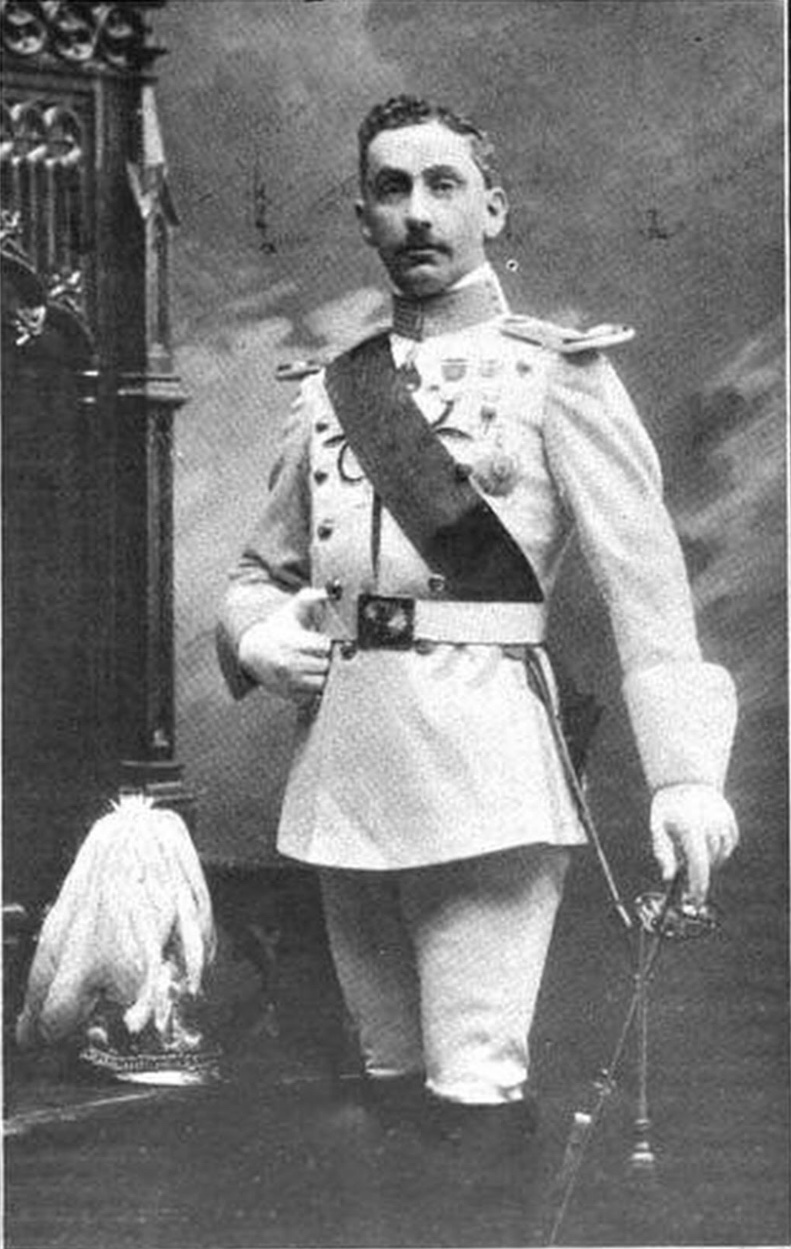
Joaquín de Arteaga y Echagüe, XIII conde de Santa Eufemia, fotografiado por Kaulak en 1909.

- Joaquín de Arteaga y Echagüe (San Sebastián, 5 de agosto de 1870-31 de enero de 1947) XIII conde de Santa Eufemia,[23] XV marqués de Cea,[23] XVII duque del Infantado,[20] XVIII marqués de Santillana,[24] XXV conde de Saldaña, XVIII conde del Real de Manzanares, XV conde de Ampudia, V conde de Corres,  VIII marqués de Valmediano, XII marqués de Ariza, XIII marqués de Estepa,[21] XII marqués de Armunia, XI conde de Monclova, XXV señor de la Casa de Lazcano, XXII almirante de Aragón, IV conde de Serrallo. X marqués de Laula, IX marqués de Monte de Vay, IX marqués de Vivola, XII marqués de la Eliseda, XV conde del Cid, presidente del consejo de Órdenes Militares, senador y caballero del Toisón de Oro.[25]

Contrajo matrimonio en Madrid el 8 de noviembre de 1894 con Isabel Falguera y Moreno (Madrid, 8 de abril de 1875-ibid., 13 de marzo de 1968), condesa de Santiago y dama de la reina Victoria Eugenia de Battenberg. Le sucedió su hijo:
- Íñigo de Loyola de Arteaga y Falguera (1905-Marbella, 19 de marzo de 1997), XIV conde de Santa Eufemia, XVI marqués de Cea',[26] XVIII duque del Infantado,[20] XIX marqués de Santillana,[24] XIII marqués de Ariza,[10] XV marqués de Estepa,[21] XIII conde de Monclova,[27] XIII conde de Mélito,[28] XIII marqués de Armunia, X marqués de Monte de Vay, IX marqués de Valmediano, X marqués de Vivola, XIX conde del Real de Manzanares, XXVI conde de Saldaña, VI conde de Corres, XIV duque de Francavilla,[20] VI conde de Serrallo,[29] XVII conde del Cid, IV conde de Santiago, señor de la Casa de Lazcano,[26]  XXIII almirante de Aragón,[26] teniente general y Decano de la Diputación de la Grandeza.[26]

Casó en primeras nupcias el 26 de julio de 1940 con Ana Rosa Martín y Santiago-Concha (1922-20 de abril de 1953) y en segundas el 27 de junio de 1959 con María Cristina de Salamanca y Caro, VII condesa de Zaldívar. Le sucedió su hijo del primer matrimonio:
- Jaime de Arteaga y Martín, XV conde de Santa Eufemia[26][30] y XV duque de Francavilla.[26]

Casó el 14 de diciembre de 1974 con María del Carmen Maestre León. Le sucedió su hijo:
- Jaime de Arteaga y Maestre, XVI conde de Santa Eufemia.[31]